# Синдром Перро
Синдром Перро (СП) —  тип женского гипогонадизма. Характеризуется связью дисгенезии яичников с нейросенсорными нарушениями слуха. В более поздних отчетах о СП некоторые авторы описали неврологические нарушения, в частности прогрессирующую мозжечковую атаксию и проблемы с интеллектом.

## Эпидемиология
Распространенность неясна, до настоящего времени сообщалось о 34 пациентах из 15 различных семей.

## Клиническая картина
Средний возраст на момент постановки диагноза составляет 22 года с момента задержки полового созревания у женщин с нейросенсорной глухотой. Нарушения слуха были отмечены во всех, кроме одного, случаях. Потеря слуха всегда сенсоневральная и двусторонняя, но степень тяжести изменчива (от легкой до глубокой) даже у больных из одной семьи. Дисгенезия яичников была зарегистрирована во всех случаях пациентов женского пола, но у мужчин не было обнаружено дефектов гонады. Аменорея, как правило, является первичной, но также сообщается о вторичной аменорее. Задержка роста была зарегистрирована в половине документированных случаев. Точная частота неврологических нарушений неизвестна, но сообщалось о девяти женщинах и двух мужчинах (16-37 лет), у которых отсутствуют неврологические нарушения. Неврологические признаки прогрессируют и, как правило, появляются в более позднем возрасте, однако у молодых пациентов с СП отмечается задержка развития навыков ходьбы. Распространенными неврологическими признаками являются атаксия, диспраксия, ограниченные экстраокулярные движения и полиневропатия.

## Этиология
Мутации в следующих генах были исключены: GJB2 (ответственный за наиболее частую форму изолированной потери слуха), FOXL2 (вовлеченный в преждевременную недостаточность яичников) и POLG, FRDA, AOA1 (вовлеченный в атаксию или офтальмоплегию). Кариотип нормальный. Изменчивость при наличии неврологических симптомов может указывать на то, что СП является гетерогенным заболеванием.

## Методы диагностики
Диагноз ставится на основании клинических признаков и дальнейших исследований: КТ показывает, что потеря слуха не связана с пороками развития височной кости; гормональные тесты, выявляющие гипергонадотропный гипогонадизм у женщин; осмотры таза с выявлением отсутствующих яичников или половых желез, а также очень гипоплазированной матки, и неврологические исследования с выявлением сниженной скорости нервной проводимости. МРТ головного мозга может показать неспецифический гиперсигнал белого вещества или атрофию мозжечка.

## Дифференциальная диагностика
- Синдром Шерешевского — Тёрнера.

## Генетическое консультирование
Наследование, вероятно, аутосомно-рецессивное, но на сегодняшний день[когда?] не выявлено генных локусов или митохондриальных мутаций.

## Лечение
Лечение и последующее наблюдение должны быть междисциплинарными, включая аудиологов, эндокринологов и неврологов. Слуховые аппараты или кохлеарные имплантаты могут использоваться для решения проблемы со слухом.

## Прогноз
Продолжительность жизни нормальная. Результат лечения разнится, в зависимости от связи с другими особенностями, в частности, с наличием неврологического заболевания.